# Bad Wildbad
Bad Wildbad är en stad i Landkreis Calw i regionen Nordschwarzwald i Regierungsbezirk Karlsruhe i förbundslandet Baden-Württemberg i Tyskland.
Kommunen ingår i kommunalförbundet Bad Wildbad tillsammans med kommunerna Höfen an der Enz och Enzklösterle.